# Eggerberg
Eggerberg es una comuna suiza del cantón del Valais, localizada en el distrito de Brig. Limita al norte y suroeste con la comuna de Baltschieder, al este con Naters, al sureste con Lalden, y al oeste con Ausserberg.